# Dufresne (gruppo musicale)
I Dufresne sono un gruppo musicale screamo italiano, proveniente da Vicenza.

## Storia del gruppo
Formatisi nel 2004 con il nome di un personaggio tratto dal film Le ali della libertà, il gruppo vicentino inizia la sua carriera come opening act per vari artisti internazionali (Hell Is for Heroes, The Bled) e questa apertura verso il panorama internazionale li spinge a ri-registrare la loro demo iniziale con tracce cantate in inglese.
Notati dall'etichetta V2 Records, nel 2006 i Dufresne pubblicano il loro primo album, Atlantic, ben accolto dalla critica e pubblicato in Italia, Francia, Germania e Regno Unito, seguito da un lungo tour.
Dopo due anni di concerti il gruppo rientra in studio per pubblicare Lovers, un album sicuramente più maturo nel quale si avverte la crescita tecnica del gruppo.
Preceduto dal passaggio all'etichetta Wynona Records, nel 2010 esce AM PM, un concept album basato sulle ore del giorno.

## Discografia
- 2006 - Atlantic (V2 Records)
- 2008 - Lovers (V2 Records)
- 2010 - AM PM (Wynona Records)

## Formazione
- Nicola "Dominik" Cerantola - voce
- Matteo "Ciube" Tabacco - basso, voce
- Luca Dal Lago - chitarra
- Alessandro "Ale" Costa - tastiera
- Davide "Zeno" Zenorini - batteria